# Monte Kiki
Der Monte Kiki (oder auch Monte Kik) ist ein Berg im Reutlinger Markwasen.

## Geschichte
Der Berg ist nach „Peter Kik, dem einstigen Leiter des Garten- und Friedhofsamtes benannt“ und entstand in den Jahren 1980–1982 „durch das Aufschütten des Aushubmaterials von Reutlinger Baustellen“ für die Landesgartenschau 1984 in Reutlingen.
Zunächst entwickelte sich am Monte Kiki „ein artenreicher Trockenrasen und damit ein Paradies für unterschiedlichste Fauna und Flora“. Die vorhandene „Artenvielfalt wurde nach und nach von spontan gewachsenen Gehölzen verdrängt. Unter den Bäumen hatte sich ein nahezu undurchdringliches Gestrüpp etabliert.“ In Zusammenarbeit mit dem Umweltbildungszentrum Listhof wurde der Südhang des Bergs ab dem 19. September 2014 durch 11 Burenziegen von Gestrüpp befreit. Die Kosten für die geplante zweimal jährliche Beweidung waren mit knapp 10.000 € veranschlagt. Eine Pfullinger Firma führte ab dem 4. Februar 2015 Rodungsarbeiten durch. Da die Ziegen den Hang nicht dauerhaft von Gestrüpp befreien konnten, entfernten Mitarbeiter des Listhofs das schnell nachwachsende Gehölz mit Motorsensen.

## Nutzung
Der Monte Kiki wird von der Bevölkerung zur Naherholung genutzt. Er bietet einen Blick über die Stadt und den Albtrauf. Im Winter wird er zum Schlittenfahren genutzt. Wie das Schwäbische Tagblatt berichtete, nutzt Thomas Poreski den Monte Kiki zur Kontemplation.

## Galerie

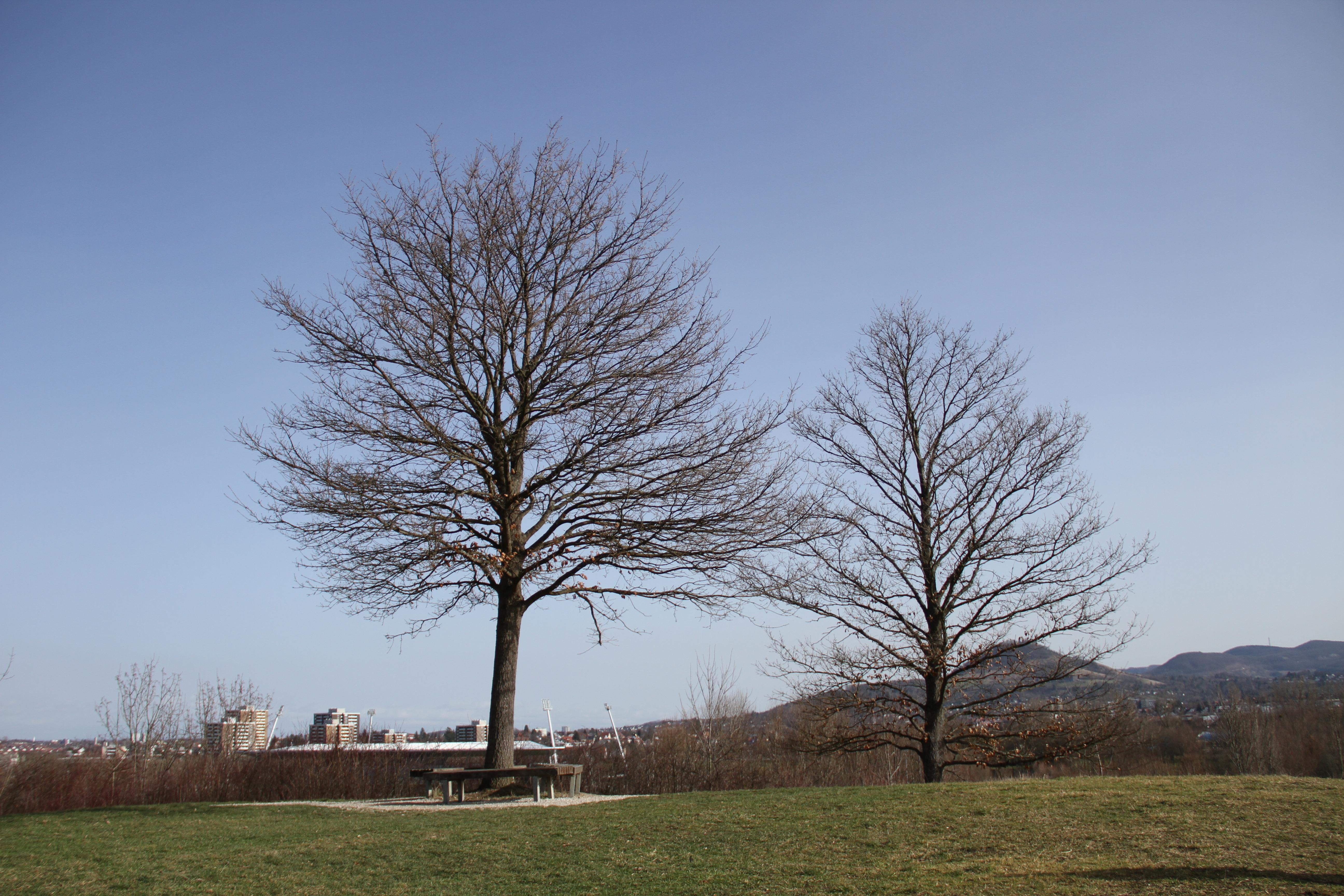
Gipfel
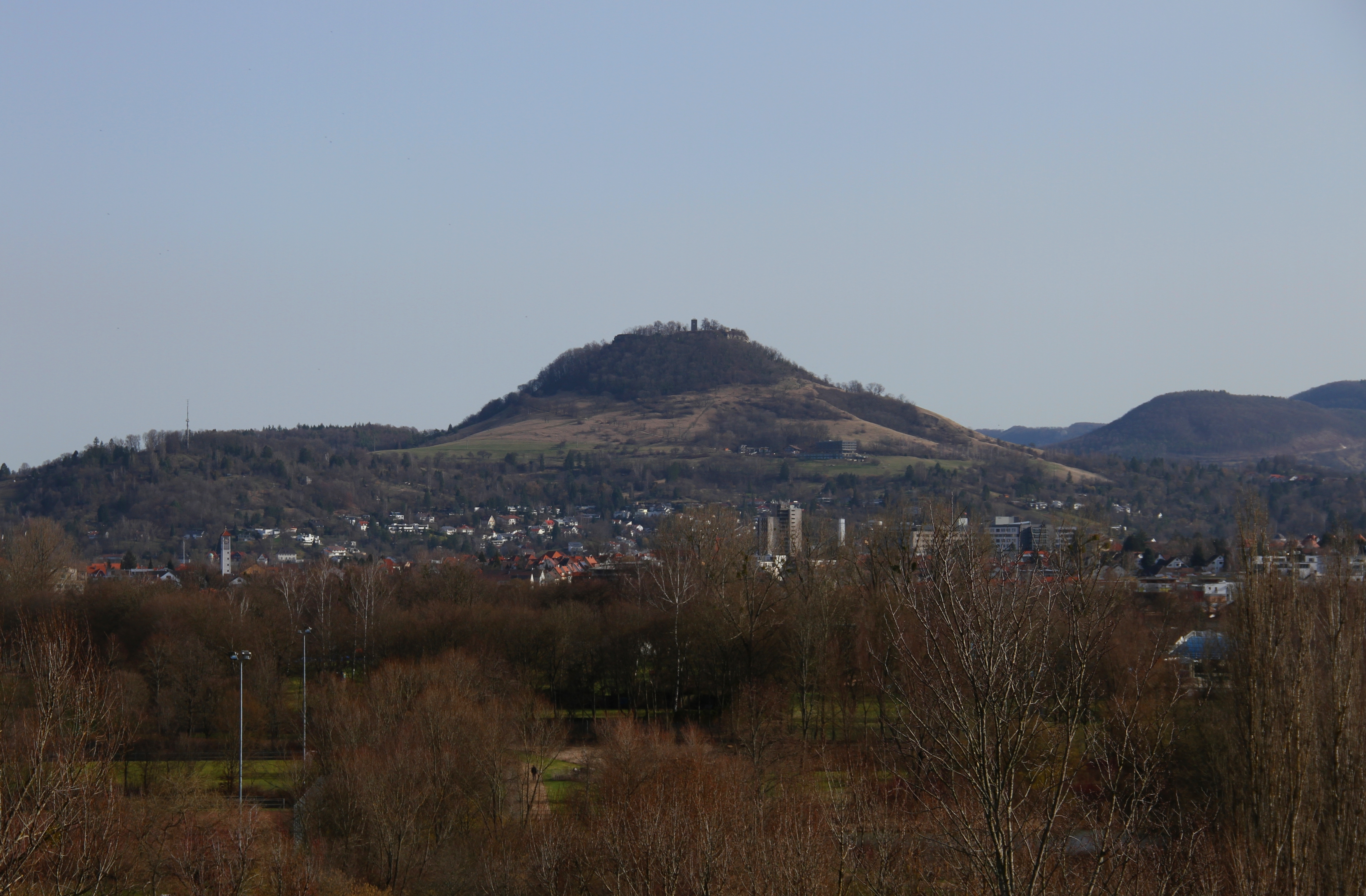
Blick auf die Achalm
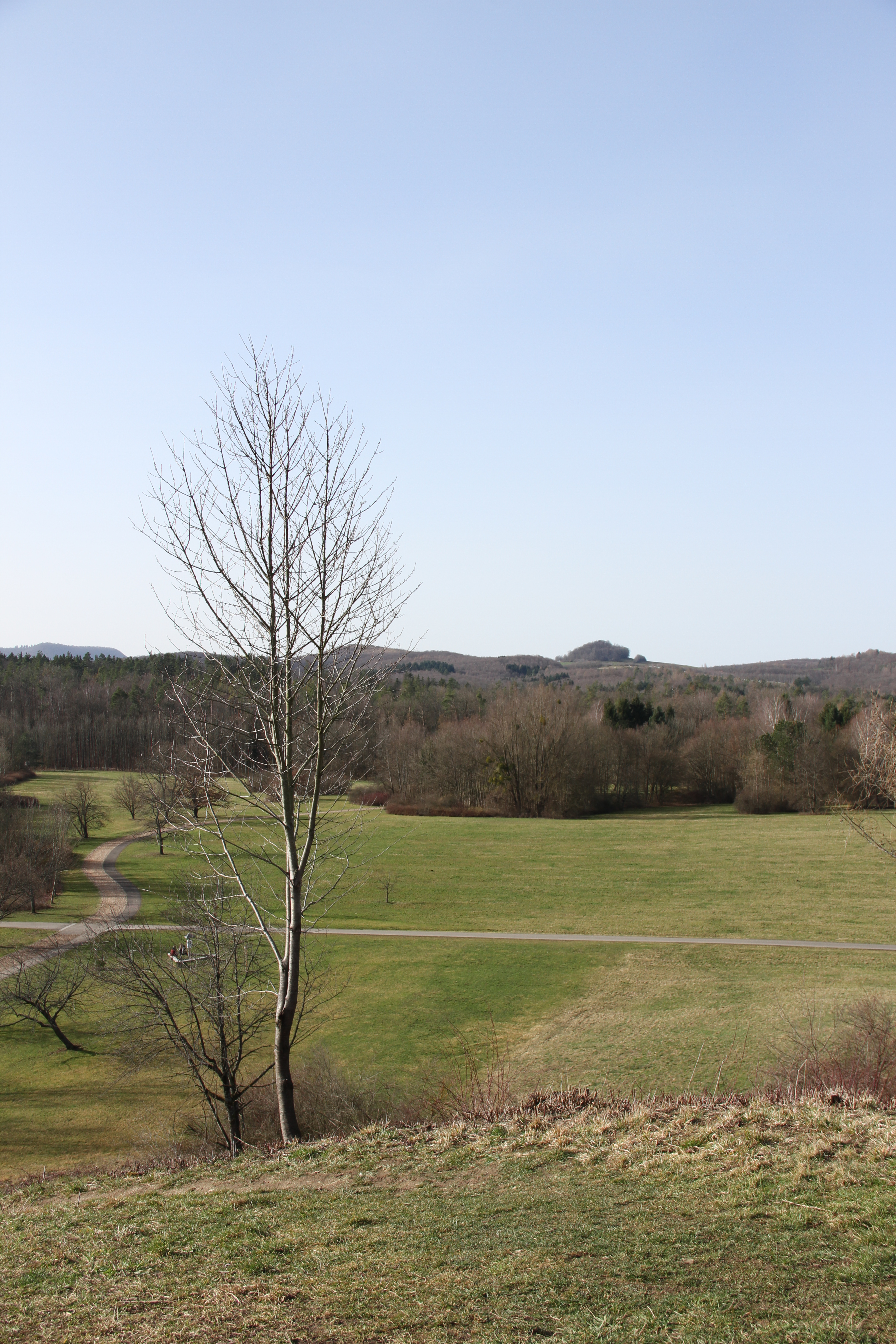
Blick über den Markwasen und Wasenwald aufs Käpfle